# Tolsteegbrug
De Tolsteegbrug is een brug en straatnaam in de Nederlandse stad Utrecht.
De boogbrug is omstreeks 1925 gebouwd in het zuiden van de Utrechtse binnenstad over de Stadsbuitengracht. Hierbij werd een oudere brug vervangen die smaller was en meerdere brugpijlers telde. Het ontwerp van de nieuwe brug met kademuren is in de stijl van de Amsterdamse School en werd gemaakt door de gemeentelijk architect G. van der Gaast/de gemeentelijk architect J.I. Planjer. Ook naastgelegen straatmeubilair in de vorm van een tramhokje en urinoir maakt deel uit van dit ontwerp. Het geheel is een rijksmonument. Het aangrenzend voormalig politiebureau (heden het Louis Hartlooper Complex) op dit adres kent eenzelfde geschiedenis en is eveneens een rijksmonument.
Voorheen stonden ter hoogte van de huidige Tolsteegbrug vanuit de middeleeuwen de Tolsteegpoorten als zuidelijke stadspoorten. Deze waren voorzien van een stenen brug met een houten beweegbaar bruggedeelte over de verdedigingsgracht (de huidige Stadsbuitengracht). Diverse belangrijke routes kwamen vanaf de middeleeuwen hier samen. De Tolsteegpoorten vormden de toegang voor het landverkeer vanuit het zuiden de stad in. Tevens hebben de Kromme Rijn en Vaartsche Rijn als waterweg hun eindpunt op deze plaats waarbij scheepvaart via een waterpoort tussen de Tolsteegpoorten de stad in kon komen naar de Oudegracht. Rond 1550 zijn de Tolsteegpoorten afgebroken en verrees een enkele stadspoort. Drie eeuwen later is de Tolsteegpoort gesloopt tijdens de aanleg van het Zocherpark en de opmaat naar de eerste moderne stadsuitbreidingen. Vandaag de dag grenst aan de noordzijde van de Tolsteegbrug de Tolsteegbarrière met de Bijlhouwersbrug over de Oudegracht. Ten zuiden van de brug ligt het gebied Tolsteeg en het Ledig Erf als straat.

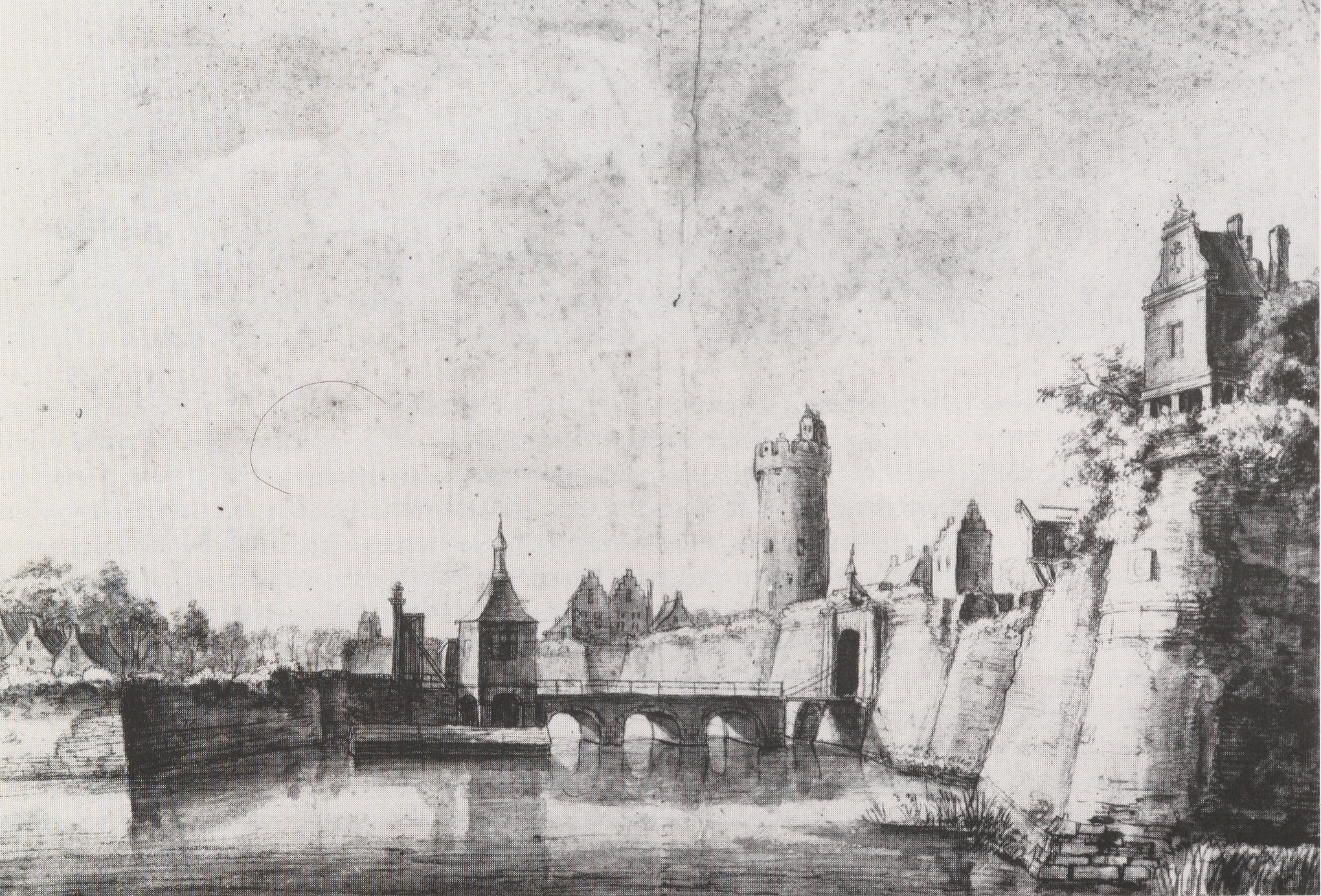
De Tolsteegpoort met brug over de verdedigingsgracht omstreeks 1670.
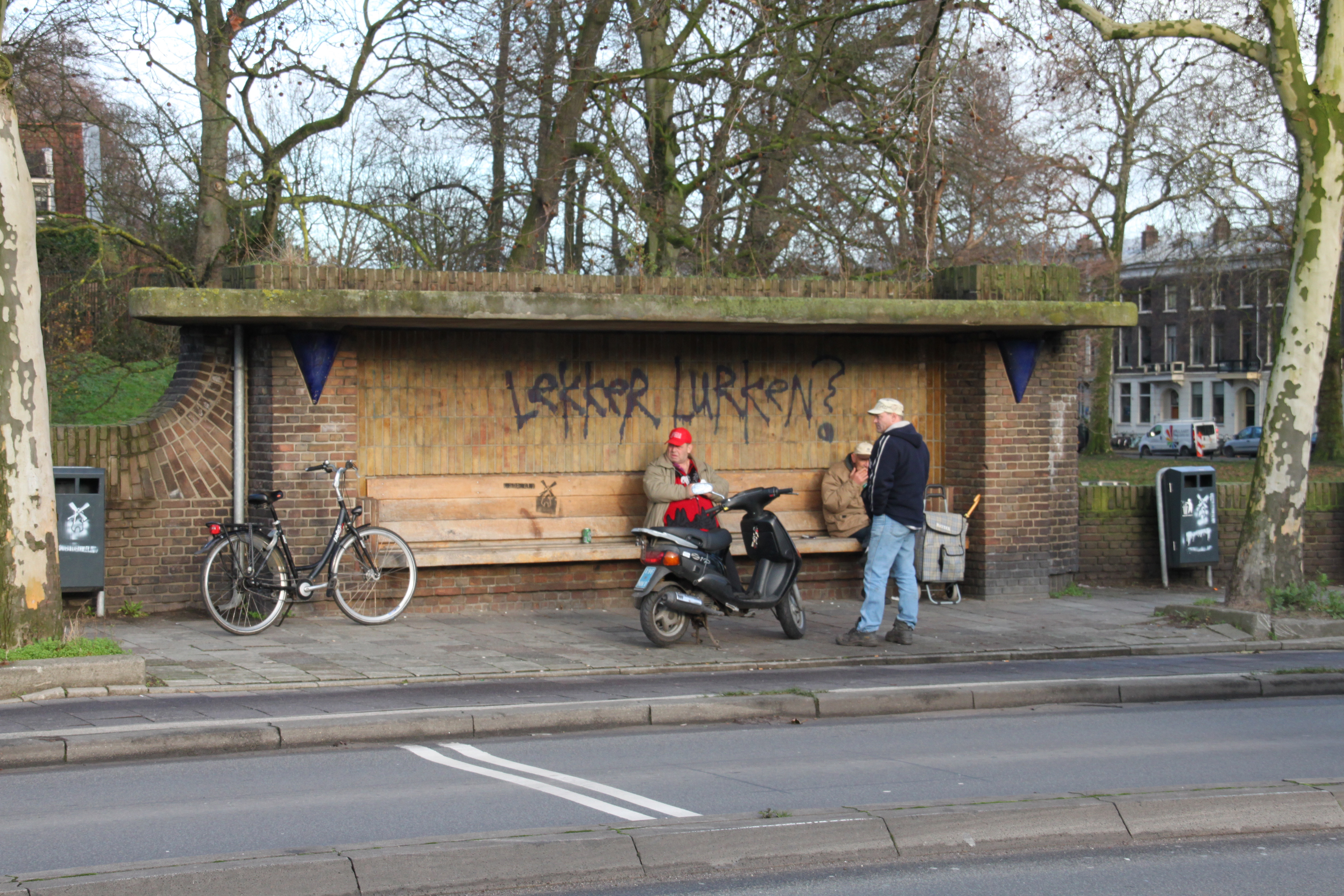
Tramhokje naast de brug (halte Ledig Erf). Omstreeks 1935 reed tramlijn 1 hier om de binnenstad en lijn 4 over de brug tot de Rijks Munt.
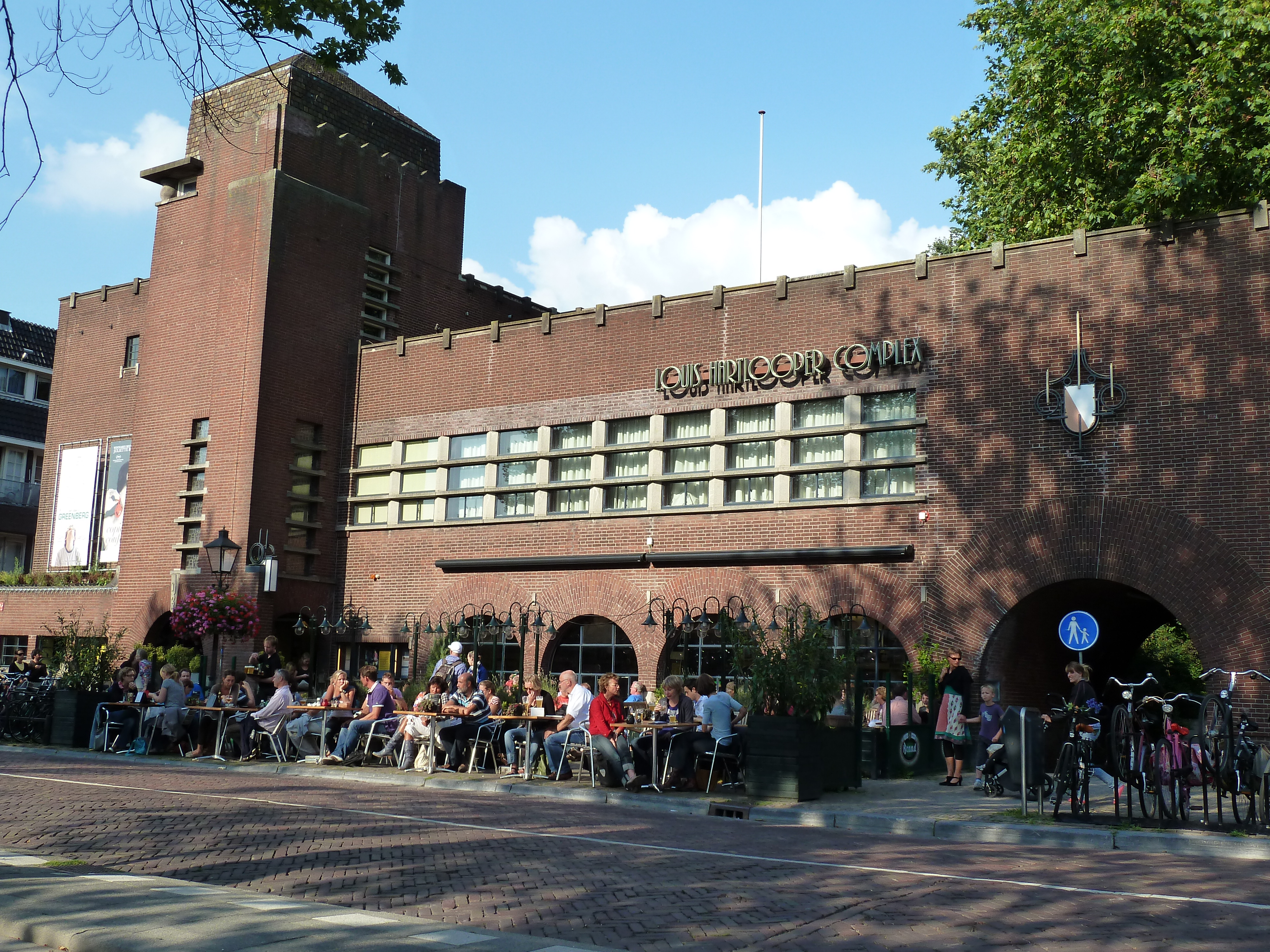
Voormalig politiebureau